# Феррера-ди-Варесе
Феррера-ди-Варезе (итал. Ferrera di Varese) — коммуна в Италии, находится в провинции Варесе области Ломбардия.
Население составляет 677 человек (2008), плотность населения составляет 564 чел./км². Занимает площадь 1 км². Почтовый индекс — 21030. Телефонный код — 0332.
Покровительницей коммуны почитается святая равноапостольная Мария Магдалена, празднование 22 июля.

## Демография
Динамика населения:

## Администрация коммуны
- Официальный сайт: